# Hawick, England
Hawick var en civil parish 1866–1958 när det uppgick i Bavington, i grevskapet Northumberland i England. Civil parish var belägen 4 km från Kirkwhelpington och hade 11 invånare år 1951.